# I Don't Wanna Live Forever
"I Don't Wanna Live Forever", alternativamente intitulada "I Don't Wanna Live Forever (Fifty Shades Darker)", é uma canção gravada pelo cantor britânico Zayn e pela cantora estadunidense Taylor Swift para a trilha sonora do filme Fifty Shades Darker (2017), segundo filme da franquia baseada na bem-sucedida série de livros de E.L. James. Lançada em 9 de dezembro de 2016, através da Universal Music Group e Republic Records, a canção foi escrita por Taylor Swift, Jack Antonoff & Sam Dew, e produzida por Antonoff. A faixa foi aclamada pelos críticos musicais e vendeu 120 mil cópias digitais durante suas primeiras 48 horas de lançamento nos Estados Unidos. O videoclipe da canção foi lançado em 27 de janeiro de 2017.

## Composição
"I Don't Wanna Live Forever" é uma canção de electro-R&B produzida por Jack Antonoff e co-escrita por Antonoff, Taylor Swift e Sam Dew para o filme Fifty Shades Darker, a sequência de Fifty Shades of Grey (2015). A letra e todo o processo de composição foram baseados no enredo do filme. Na faixa, o par troca "insinuações românticas", enquanto Zayn usa o falsete em partes da música, Swift pondera o que a relação significa.
"I Don't Wanna Live Forever" está escrito na tonalidade de Lá menor, de acordo com a escala musical anglo-saxônica, e tem andamento em um ritmo de 118 batimentos por minuto na assinatura de tempo. A música segue uma progressão de acordes de F–C–G–Am–F–C–G–G♯dim–Am, e os vocais abrangem duas oitavas, de E3 a E5.
Jack Antonoff, que já colaborou com Swift em algumas faixas de seu álbum 1989, escreveu em sua conta no Twitter que a canção foi gravada e produzida em sua casa e que Zayn enviou sua contribuição de Los Angeles. "Nós fizemos isso em basicamente uma semana. Eu nunca tive uma saída tão rápida", disse Antonoff.

## Recepção da crítica
Nolan Feenery, da revista americana Entertainment Weekly, deu à canção uma nota B+ dizendo: "Bem Vindos ao Lado Sexy de Taylor Swift." Ele também elogiou os vocais em tons altos de ambos os artistas. Lucas Villa, da plataforma AXS, achou que a canção não era tão sexy quanto "Love Me like You Do" de Ellie Goulding ou "Earned It" de The Weeknd, mas elogiou o desempenho da dupla escrevendo: "Taylor ecoa seus sofrimentos de mágoa ao melhor de sua capacidade" e "Apesar da neutralidade da letra, Zayn salva o dia e consegue manobrar seu desempenho mais magnífico até hoje".

## Videoclipe
O videoclipe oficial da canção foi lançado simultaneamente na conta Youtube dos dois artistas em 27 de janeiro de 2017, e posteriormente na conta Vevo da franquia Fifty Shades. A sua gravação ocorreu no Hotel St. Pancras Renaissance, em Londres. O vídeo traz um clima elegante e sexy, assim como o filme correspondente. Swift e Zayn falaram sobre os bastidores da produção em um vídeo para o portal da rádio britânica Capital FM, no qual aparecem em cenas inéditas, com a estadunidense comentando sobre a parceria com o cantor: "Eu conheço o Zayn há muito tempo. Eu acho que a voz dele é muito rara e que ele é verdadeiramente especial e maravilhoso. É realmente incrível que possamos trabalhar juntos. É maravilhoso quando você tem a oportunidade de trabalhar com pessoas com quem você geralmente sai, porque a pergunta de 'Vamos nos dar bem?' já está respondida. Sabemos que nos damos bem, 'Sim, está tudo bem'".
O vídeo foi dirigido por Grant Singer e produzido por Saul Germaine. A gravação apresenta cenas de Zayn saindo de uma limousine e lidando com paparazzi, além da dupla destruindo a suíte de um hotel luxuoso em Londres.
No terceiro vídeo de bastidores, divulgado quatro dias após o oficial na Vevo do britânico, tem como foco a escolha do diretor, com Swift explicando os motivos para a seleção de Grant Singer: "Zayn e eu estávamos falando sobre quem poderia executar a visão desta música e da mensagem por trás dela e Grant tem sido uma pessoa que admirei e o trabalho dele é sempre inovador e envolvente".

## Prêmios e indicações
| Ano  | Premiação                 | Categoria                               | Resultado | Ref    |
| ---- | ------------------------- | --------------------------------------- | --------- | ------ |
| 2017 | Radio Disney Music Awards | Melhor Colaboração                      | Indicado  | [ 21 ] |
| 2017 | MTV Millennial Awards     | Melhor Colaboração do Ano               | Venceu    | [ 22 ] |
| 2017 | Teen Choice Awards        | Escolha Colaboração Musical             | Indicado  | [ 23 ] |
| 2017 | MTV Video Music Awards    | Melhor Colaboração                      | Venceu    | [ 24 ] |
| 2018 | Grammy Awards             | Melhor Canção Escrita para Mídia Visual | Indicado  | [ 25 ] |
| 2018 | Satellite Awards          | Melhor Canção original                  | Indicado  | [ 26 ] |
| 2018 | Brit Awards               | Videoclipe Britânico do Ano             | Indicado  | [ 27 ] |

## Faixas e formatos
| Download digital |                              |         |  |
| N.º              | Título                       | Duração |  |
| 1.               | "I Don't Wanna Live Forever" | 4:05    |  |

## Créditos
Todo o processo de elaboração de "I Don't Wanna Live Forever" atribui os seguintes créditos:
Gravação
- Gravada no Rough Coustumer Studio (Brooklyn, Nova Iorque)
- Vocais de Taylor Swift gravados no Rough Costumer Studio (Brookyln, Nova Iorque)
- Vocais de Zayn Malik gravados nos Record Plant Studios (Los Angeles, Califórnia)
- Engenharia de vocais adicionais ocorrida nos Nightbird Recording Studios (West Hollywood, Califórnia)
- Mixada nos MixStar Studios (Virginia Beach, Virgínia)
- Masterizada nos Sterling Sound Studios (Nova Iorque)

Publicação
- Publicada pelas empresas Sony/ATV Tree Publishing/Taylor Swift Music (BMI), Sony/ATV Songs LLC/Ducky Donathan Music (BMI), Sony/ATV Sonata/By the Chi Publishing (SESAC), UPG Music Publishing (BMI) e 1320 Music Publishing (SESAC)
- A participação de Zayn Malik é uma cortesia da RCA Records
- A participação de Taylor Swift é uma cortesia da Big Machine Records
- Direitos autorais reservados à Universal Studios

Produção
| - Taylor Swift: composição, vocalista principal - Sam Dew: composição, vocalista de apoio - Jack Antonoff: composição, produção, instrumentos, gravação de vocais (Taylor Swift) - Zayn Malik: vocalista principal - Laura Sisk: gravação | - Daniel Zaidenstadt: gravação de vocais (Zayn Malik) - Saltwives: engenharia de vocais adicionais - Serban Ghena: mixagem - Tom Coyne: masterização |

## Desempenho nas tabelas musicais
Nos Estados Unidos, "I Don't Wanna Live Forever" debutou na sexta posição da Billboard Hot 100, durante a semana referente à 31 de dezembro de 2016, sendo a maior estreia da semana. Com isso, tornou-se o segundo single de Zayn a chegar às dez melhores colocações, juntamente com "Pillowtalk" (2016), que teve como pico o primeiro lugar. Simultaneamente, a música estreou na liderança da Digital Songs, tabela que compila as músicas mais vendidas digitalmente, com 188 mil downloads comprados. Desta forma, Zayn conseguiu seu segundo número um como artista solo na compilação, enquanto Swift conseguiu seu décimo primeiro número um na compilação, sendo que ela empatando com Katy Perry como a segunda cantora a obter mais canções no cume do periódico, atrás apenas de Rihanna que lidera com 14. Estreou ainda na posição 19 da Streaming Songs, que lista as faixas com maior número de streaming, e na 25 da Pop Songs, tabela destinada às obras de pop. Mais tarde, chegou aos dez melhores números dessas paradas e de outras da Billboard, como a Radio Songs, que mede a execução nas rádios, na qual teve como pico o segundo lugar. Após o lançamento de seu vídeo musical, subiu da 5ª colocação para a 3ª na "Hot 100" com 137 mil unidades digitais vendidas — um aumento de 124% nas vendas em relação à edição anterior. A canção atingiu um novo pico, alcançando o segundo lugar, superando as melhores posições de outras canções contidas no primeiro álbum de trilha sonora da franquia.
| Tabela musical (2016–17)                               | Melhor posição |
| ------------------------------------------------------ | -------------- |
| Alemanha (Media Control Charts)                        | 2              |
| Argentina (Monitor Latino)                             | 9              |
| Austrália (ARIA Charts)                                | 3              |
| Áustria (Ö3 Austria Top 40)                            | 2              |
| Bélgica (Ultratop 50 de Flandres)                      | 7              |
| Bélgica (Ultratop 40 da Valônia)                       | 2              |
| Canadá (Canadian Hot 100)                              | 2              |
| Colômbia (National Report)                             | 58             |
| Coreia do Sul (Gaon Music Chart)                       | 18             |
| Croácia (Croatian Airplay Radio Chart)                 | 16             |
| Dinamarca (Tracklisten)                                | 2              |
| Escócia (The Official Charts Company)                  | 4              |
| Eslováquia (IFPI Slovenská Republika)                  | 2              |
| Espanha (Productores de Música de España)              | 1              |
| Estados Unidos (Billboard Hot 100)                     | 2              |
| Estados Unidos (Pop Songs)                             | 2              |
| Estados Unidos (Adult Pop Songs)                       | 2              |
| Estados Unidos (Hot Adult Contemporary Tracks)         | 16             |
| Estados Unidos (Hot Dance Club Songs)                  | 33             |
| Finlândia (IFPI Finlândia)                             | 7              |
| França (Syndicat National de l'Édition Phonographique) | 4              |
| Grécia (Greece Digital Songs)                          | 2              |
| Hungria (Magyar Hanglemezkiadók Szövetsége)            | 3              |
| Irlanda (Irish Recorded Music Association)             | 4              |
| Israel (Media Forest)                                  | 6              |
| Itália (Federazione Industria Musicale Italiana)       | 5              |
| Líbano (The Official Lebanese Top 20)                  | 3              |
| Noruega (VG-lista)                                     | 2              |
| Nova Zelândia (NZ Top 40 Singles)                      | 4              |
| Países Baixos (MegaCharts)                             | 6              |
| Polónia (Związek Producentów Audio Video)              | 14             |
| Portugal (Portugal Digital Songs)                      | 2              |
| Reino Unido (UK Singles Chart)                         | 5              |
| Chéquia (IFPI Česká Republika)                         | 2              |
| Suécia (Sverigetopplistan)                             | 1              |
| Suíça (Schweizer Hitparade)                            | 2              |
| União Europeia (Euro Digital Songs)                    | 3              |
| Venezuela (Record Report)                              | 2              |

| País (Empresa)             | Certificação |
| -------------------------- | ------------ |
| Austrália (ARIA)           | 2× Platina   |
| Bélgica (BEA)              | Platina      |
| Brasil (Pro-Música Brasil) | Diamante     |
| Canadá (Music Canada)      | 2× Platina   |
| Dinamarca (IFPI Dinamarca) | Platina      |
| Espanha (PROMUSICAE)       | Platina      |
| Estados Unidos (RIAA)      | 3× Platina   |
| França (SNEP)              | Platina      |
| Itália (FIMI)              | 3× Platina   |
| México (AMPROFON)          | Platina      |
| Nova Zelândia (RMNZ)       | Platina      |
| Reino Unido (BPI)          | Platina      |
| Suécia (GLF)               | Platina      |

## Histórico de lançamento
| País           | Data                   | Formato           | Gravadora(s)                     |
| -------------- | ---------------------- | ----------------- | -------------------------------- |
| Mundo          | 9 de dezembro de 2016  | Download digital  | Universal                        |
| Estados Unidos | 12 de dezembro de 2016 | Rádios hot AC     | Universal, Big Machine, Republic |
| Estados Unidos | 13 de dezembro de 2016 | Rádios mainstream | Universal, Big Machine, Republic |
| Reino Unido    | 6 de janeiro de 2017   | Rádios mainstream | Universal, RCA                   |
| Itália         | 13 de janeiro de 2017  | Rádios mainstream | Universal, Sony                  |